# Bacabeira
Bacabeira este un oraș în unitatea federativă Maranhão (MA), Brazilia.